# Julka Fortuna
Julka Fortuna, slovenska kmetica, pesnica in klekljarica, * 27. januar 1916, Poljane nad Škofjo Loko, † 1999.